# أطلس هوندا سي جي 125
أطلس هوندا سي جي 125 (بالإنجليزية: Atlas Honda CG 125)‏ هي دراجة نارية من تصنيع هوندا.